# Udet U 12
Udet U-12 Flamingo var ett tyskt skol- och tävlingsflygplan.
Flygplanet var dubbeldäckat med ett fast hjullandställ. Som avlastning för bakkroppen var en sporrfjäder monterad under fenan. Motorn drev en tvåbladig propeller, vars diameter uppgick till 2,36 meter. Flygplanskroppen var försedd med två öppna sittbrunnar. Flygplanet användes av de ungerska, lettiska och österrikiska flygvapnen som skolflygplan och dessutom använde den tyska hemliga stridspilotskolan DLV flygplanen.  

## Udet
Ernst Udets egen U-12a (c/n 269; D-822) tillverkades vid fabriken i Ramersdorf under våren 1926. Sedan flygplanet hade provflugits, genomförde Udet ett flertal flyguppvisningar i Tyskland, Österrike, Schweiz, England och USA med flygplanet. Flygplanskroppen var rödmålad med silverfärgade vingar. Vid flyguppvisningarna i Mannheim 9 oktober 1927 ställde Udet upp i tävlingar mot Michel Detroyat, i aerobaticsflygning. Flygplanet visade sig vara mycket bra som tävlingsflygplan. Inför tyska mästerskapen i avancerad flygning 1 juli 1928 ställde både Udet och Willy Stör upp med en varsin Flamingo. Tävlingarna i Düsseldorf vanns av Gerhard Fieseler med Udet på andra plats och Stör på tredje.
Under vintern 1928-1929 var Udet och D-822 engagerade i filminspelningen av The White Hell of Piz Palu i St. Moritz. Som en avslutning bjöd han på en spektakulär flyguppvisning för alla turister i St. Moritz. Flygplanet, som nu var ett par år, lämnades in till BFW i Augsburg för total genomgång.
Under sommaren 1929 genomfördes ett flertal flyguppvisningar över olika tyska badorter med flygplanet. Under våren 1930 bytte man ut motorn mot den starkare sjucylindriga stjärnmotorn Siemens & Halske Sh 14 och flygplanet blev en U-12b. Senare samma år deltog flygplanet i inspelningen av filmen Storms Over Mont Blanc.
25 juli 1931 flög Udet till England för att delta i en flyguppvisning vid King’s Cup Air Race som genomfördes på Heston Airport utanför London. Hans deltagande ledde till att han blev inbjuden till USA för att visa sin konstflygning.
I augusti 1931 åkte Udet med sin mekaniker Erich Baier med båt över till USA. Efter ankomsten till New York monterade de flygplanet, för att i september delta i National Air Races i Cleveland. Under 1932 användes flygplanet i mycket liten utsträckning. Udet flög en av sina Klemm L 26 och passade på att få Flamingon renoverad och genomgången vid Gerhard-Fieseler-Werke GmbH i Kassel. Strax före Udets andra resa till USA 1933 monterade man in en Siemens & Halske Sh 14a-motor, som gav ytterligare 10 hk, eftersom Udet tänkte genomföra mer spektakulära flygningar vid olika flygtävlingar och flyguppvisningar. Åter i Europa medverkade flygplanet vid inspelningen av Das Wunder des Fliegens.
Trots att Udet ofta flög på gränsen till flygplanets förmåga inträffade inga haverier. Bland annat monterade Udet på en krok på ena vingspetsen. Med kroken fångade han upp näsdukar eller handskar som låg på marken. Efter en flyguppvisning i Innsbruck 1934 skulle en transportpilot flyga hem flygplanet till Tyskland. Under starten totalhavererade flygplanet så illa att det inte kunde repareras.    
Utöver flyguppvisningar och flygtävlingar använde Udet flygplanet för olika försök med bogsering av reklamsläp. För att sponsra uppvisningsflygandet målades Siemens & Halske och Mobiloel företagsnamn på flygplanskroppen. Dessutom var kroppen märkt med UDET mellan 1926 och 1930, texten ersattes med det schweiziska företaget Scintilla:s logotyp, och UDET flyttades till den övre vingens ovansida.

## Sverige
Douglas Hamilton genomförde våren 1935 en segelflygbogsering från Riga till Jönköping. Som bogserflygplan användes en BFW U 12 Flamingo (D-803), som ägdes av Antonius Raab. Sedan flygningen var genomförd köpte Hamilton motorflygplanet av Raab. Det infördes i det svenska luftfartygsregistret som SE-ADY 27 juni 1935 och användes vid Hamiltons flygskola på Hammars Backar utanför Ystad. Ett år senare avförs flygplanet från luftfartygsregistret på grund av haveri. 

## Varianter av Udet U 12
- a - grundmodell avsedd som skolflygplan, med en Siemens & Halske Sh 11 motor
- b - tävlingsflygplan avsedd för avancerad flygning, med utvecklad vingprofil
- c - tävlingsflygplan avsedd för avacerad flygning, med minskad vingarea
- d - som b, med en Siemens & Halske Sh 12 motor
- e - kombinerad variant av varianterna c och d.
- w - försedd med flottörer och en Siemens & Halske Sh 12 motor
- H - standard Flamingo H = Holz, österrikisk benämning
- S - Konstruerad av Hämmerle i Österrike där S står för stålkonstruerad flygplanskropp
- o - tysk variant av S
- Hungária I - konstruerad i Ungern, vidareutvecklad variant av U-12.
- Hungária II - konstruerad i Ungern, vidareutvecklad variant av U-12.
- Hungária III - konstruerad i Ungern, vidareutvecklad variant av U-12.
- Hungária IV - konstruerad i Ungern, vidareutvecklad variant av U-12.
- Hungária V - konstruerad i Ungern, vidareutvecklad variant av U-12.

## Fabriker och antal
- Udet Flugzeugbau, Ramersdorf över 35 exemplar
- Bayerische Flugzeugwerke AG, 150
- Fliegerwerft Thalerhof Österrike 20
- Central Repair Workshops, Ungern 40
- Manfred Weiss, Ungern 40
- AS. Kristina Bakmane, Lettland 10
- Aviation Regiment Workshop, Lettland 2